# Brent Fullwood
Brent Leanrd Fullwood (St. Cloud, 10 ottobre 1963) è un ex giocatore di football americano statunitense che ha militato nel ruolo di running back nella National Football League (NFL).

## Carriera
Al college Fullwood giocò a football ad Auburn, venendo premiato come All-American e finendo sesto nelle votazioni dell'Heisman Trophy. Fu scelto dai Green Bay Packers nel corso del primo giro (quarto assoluto) nel Draft NFL 1987, lo stesso anno dei compagni running back ad Auburn Bo Jackson, Tommie Agee e Tim Jessie. La sua miglior stagione da professionista fu nel 1989 quando corse 821 yard, venendo convocato per il Pro Bowl. Rimase con i Packers fino alla prima parte del 1990, dopo di che passò ai Cleveland Browns con cui concluse la stagione e la carriera.

## Palmarès
- Convocazioni al Pro Bowl: 1

1989